# 大谷真宏
大谷 真宏（おおたに まさひろ、1974年8月25日 - ）は、テレビ西日本（TNC）のアナウンサー。埼玉県出身。

## 経歴
入社以来アナウンス部とスポーツ部に兼属し、スポーツ中継からニュース、バラエティー番組と多方面で活動。第21回FNSアナウンス大賞でスポーツ部門を受賞した。しかし同社男性アナウンサーの中で唯一報道部所属の経験が無かったこともあり、2012年、長く所属していたスポーツ部から離され報道部へ。これに伴い担当番組も大幅に変わり、スポーツ関係は実況専門となった。
2012年に中途採用でTNCに移籍した山口喜久一郎とは入社年度が同じで就職活動時にとある東京キー局で知り合ったという間柄。
6歳上の兄は、プロレスライターの"Show"大谷である。

## 担当中の番組
- スポーツ実況（以下主なもの）
  - DREAM競馬KOKURA→KEIBA BEAT（レース実況・パドック実況・リポート）

高山梨香が『ハチナビ スーパーニュース』に転出したため、2009年夏開催からMCに回った。2012年から2014年までは不定期に実況のみ担当。2015年夏開催から2017年冬開催までは再びMCに回った。
- うどんMAPサタデー - ナレーター
- ももち浜ストア（2024年4月1日 - ）- MC（月曜 - 木曜）
- FNN Live News days、Live News イット!（いずれも土曜・日曜担当）
- TNCニュース

## 主な実況歴
- 小倉大賞典（2014年）
- プロキオンステークス（2021年 - 2022年、2024年）
- 中京記念（2022年、2024年）
- 小倉記念（2022年 - 2023年）
- テレビ西日本賞北九州記念（2011年 - 2013年）
- 小倉2歳ステークス（2008年、2011年、2021年）

## 過去の担当番組
- 土曜NEWSファイル CUBE（2012年 - 2015年3月）
- ももち浜ストア
  - リポーター（2004年10月 - 2011年）
  - MC（2016年10月3日 - 2020年3月27日）
- 情報レシピ ニジ☆ゴジ（渡辺徹降板後、MCを担当。番組開始時は「週末おでかけ中継」担当）
- DO!すぽ（2011年まで）
- 2013世界柔道リオデジャネイロ（実況）[3]
- TNCスーパーニュース（メインキャスター休暇時の代理）
- ももち浜ストア 夕方版 - 「ゼヒもの」担当（2016年4月4日 - 9月30日）
- 土曜プレミアム さんまのFNS全国アナウンサー一斉点検（2019年2月9日、フジテレビ）
- ももち浜S特報ライブ - ナレーション
- 報道ワイド 記者のチカラ - ナレーション